# Renata Gabryjelska
Renata Gabryjelska (ur. 6 marca 1972 w Olsztynie) – polska modelka, aktorka i reżyserka filmowa. I wicemiss Miss Polonia 1993.

## Życiorys
Studiowała prawo na Uniwersytecie Warszawskim, ponadto ukończyła studia w Warszawskiej Szkole Filmowej na wydziale reżyserii, a potem w Mistrzowskiej Szkole Reżyserii Filmowej Andrzeja Wajdy na wydziale dokumentu i fabuły. Podyplomowo studiowała także marketing w Szkole Głównej Handlowej oraz Coaching i Mentoring na SWPS.
W 1993 zdobyła tytuł I wicemiss Polonia. W 1994 podpisała roczny kontrakt z paryską agencją modelek Metropolitan i Elite Models, odbywała sesje modowe dla magazynów: Cosmopolitan, Madame Figaro, 3Suisses, Molton. W Polsce pracowała głównie dla Anny Brodzińskiej i Teresy Rosati.
W 1995 zadebiutował jako aktorka rolą kobiecą w Girl Guide Juliusza Machulskiego. Pracowała jako reporterka dla telewizji Polsat i prowadziła program Pop Planeta dla Atomic TV. W latach 1997–2003 grała Ewę Kowalską w serialu Złotopolscy, co zapewniło jej ogólnopolską popularność. W 1999 jej reportaż z podróży po Afryce Wschodniej opublikowano w magazynie „Viva”. Współpracowała też z agencją public relations BCC. Zagrała też w serialach Tygrysy Europy oraz Tak czy Nie. Dwukrotnie pozowała do polskiej edycji „Playboya” (wydania: listopad 1999 i listopad 2002).
W 2002 przeprowadziła się do Krakowa, a w 2003 wycofała się z życia publicznego. Wkrótce zaczęła realizować krótkometrażowe filmy dokumentalne. Wyreżyserowała dokumenty Janek i Pogodna, a także fabularny film Szkiełko. W 2017 ruszyła w wyprawę na Himalaje, a z podróży zrealizowała ośmioodcinkowy serial Moc dziewuch.
W 2019 zadebiutowała anglojęzycznym filmem fabularnym Safe Inside, który zdobył m.in. nagrodę za najlepszy thriller na międzynarodowym festiwalu filmowym w San Diego.
Brała czynny udział w klubie dyskusyjnym dziennika „Rzeczpospolita”. Grała w meczu koszykówki po stronie polskich gwiazd z amerykańską drużyną marzeń Harlem Globetrotters. Prowadzi działalność charytatywną poświęconą zwierzętom ze schronisk.

## Filmografia

### Jako aktorka
- 1994: Spółka rodzinna – Jola
- 1994: Piękna warszawianka – Maryśka
- 1995: Girl Guide – Kinga
- 1997: Złotopolscy – Ewa
- 1999: Tygrysy Europy – modelka Sandra
- 2002: Rób swoje, ryzyko jest twoje – była żona Emila
- 2003: Tak czy nie?

### Jako scenarzystka i reżyserka
- 2019: Safe Inside
- 2009: Pogodna
- 2007: Szkiełko
- 2005: Janek